# Samy y yo
Samy y yo (no Brasil Samy e Eu) é um filme argentino de 2002 dirigido por Eduardo Milewicz.
Atuaram neste filme Ricardo Darín, Angie Cepeda e Christina Banegas, entre outros.